# Partit Baas

Logotip del partit a Síria

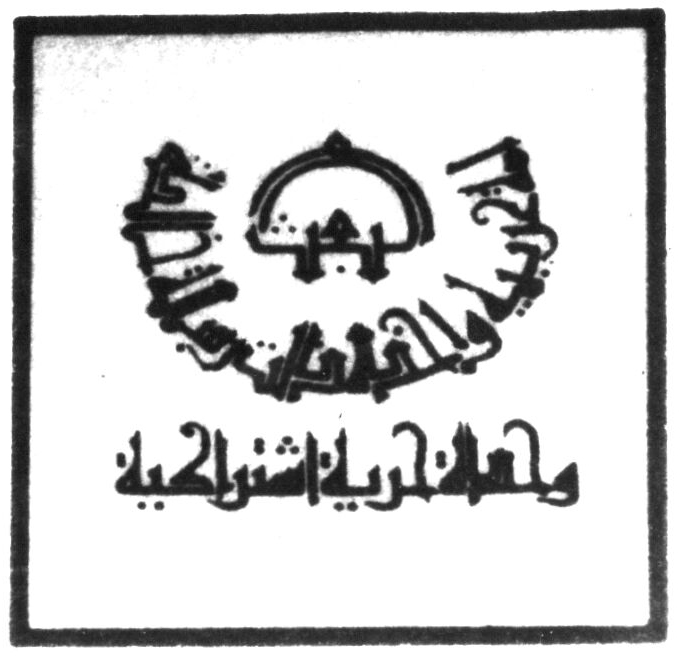
Lema del partit, wahda, Hurriya, ishtirakiya

El Partit Baas Àrab i Socialista (àrab: حزب البعث العربي الاشتراكي, Ḥizb al-Baʿṯ al-ʿArabī al-Ixtirākī) més conegut com a Partit Baas, és un partit polític panarabista que va ser fundat en 1947, com a partit laic, nacionalista, i socialista. Inicialment funcionava com un partit panarabista amb branques en diferents països àrabs, sent més fort a Síria i a l'Iraq, dos països a on el partit polític Baas va aconseguir el poder en 1963. En 1966 els partits Baas sirià i iraquià, van esdevenir faccions rivals, tanmateix els dos partits van conservar el seu nom, i van mantenir unes estructures organitzatives similars en els països àrabs.

## Filosofia política
La paraula àrab Ba'as o Baath vol dir resurrecció, com en l'obra publicada per Michel Aflaq En el camí de la resurrecció. Les creences baasistes combinen el socialisme àrab, el nacionalisme i el panarabisme. La ideologia, en la seva major part laïcista, contrastava molt amb la d'altres governs àrabs a l'Orient Mitjà, que a vegades tendeixen a orientar-se cap a l'islamisme polític i la teocràcia. El lema del partit és «Unitat, llibertat, socialisme» (en àrab «Wahda, hurriya, ixtirakiyya»). La «unitat» es refereix a la unitat del poble àrab, la «llibertat» fa èmfasi en l'alliberament del control estranger i particularment de la seva intervenció al món àrab, i el «socialisme» es refereix al que s'ha anomenat socialisme àrab, amb el marxisme com a base.

## Història

### Formació
Va aparèixer inicialment com a moviment nacionalista àrab el 1932 de la mà dels pensadors sirians Michel Aflaq (cristià) i Salah Bitar, amb el nom de Partit del Ressorgiment Àrab. El 1940 es va fusionar amb el Partit Socialista Sirià, dirigit per Akram al-Hawrānī. D'aleshores fins a la seva constitució com a partit es va fer fort entre els marxistes sirians i en l'exèrcit iraquià. Va celebrar el seu primer congrés el 7 d'abril de 1947 a Damasc i va estendre la seva acció a Jordània, Líban, Líbia i Aden.

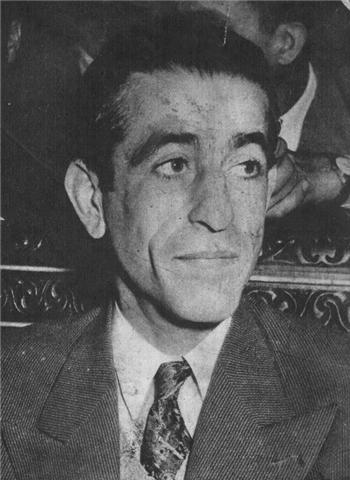
Akram al-Haurani
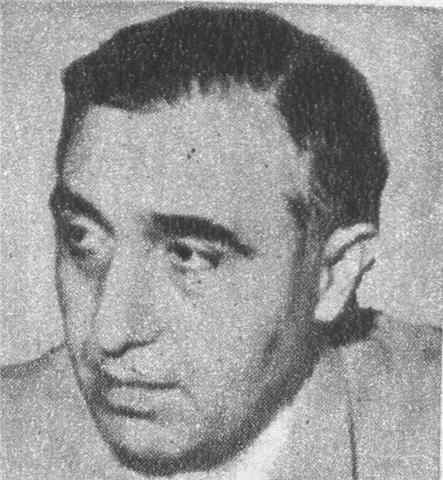
Salah ad-Din al-Bitar
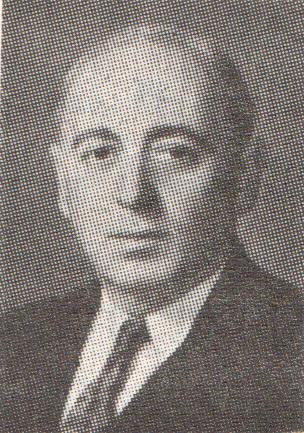
Zaki al-Arsuzi

### Lluita per al poder a Síria
Després del cop d'estat de 1954 que va enderrocar el dictador sirià Adib al-Shishakli i instaurà la democràcia a Síria, el Baas ja era un partit força organitzat i amb suport popular, així com d'intel·lectuals i de la petita burgesia, però topà amb rivals com el Partit Comunista Sirià i el Partit Social Nacionalista Sirià, oposat al nacionalisme àrab i pro-occidental. Participà en el govern sirià des del 1955 i es va enfortir malgrat els enfrontaments interns. Fou un dels artífexs de la creació el 1958 de la República Àrab Unida, que fusionava Egipte i Síria, i assolia una de les fites del panarabisme.
L'agost de 1959 va celebrar un congrés que, en concordança amb les opinions d'Aflaq, va aprovar la seva liquidació dins la Unió Socialista Àrab. Aquesta decisió no va ser acceptada per tots els membres del partit, de manera que es va celebrar un quart congrés i van fer marxa enrere. Mentrestant, un petit grup de funcionaris baasistes sirians estacionats a Egipte consideraren que la posició del partit en la RAU era feble i que aquesta era fràgil. Decidiren aleshores formar un comitè militar secret format pel tinent coronel Muhammad 'Umran, els majors Salah Jadid i Ahmad al-Mir i els capitans Hafez al-Àssad i 'Abd al-Karim al-Jundi.
Les diferències amb Gamal Abdel Nasser s'accentuaren el 1959 i finalment la RAU es va dissoldre el 1961 després d'un cop d'estat a Damasc. Setze destacats polítics van signar una declaració de suport al cop d'Estat, entre ells el-Hurani i al-Bitar-(encara que aquest últims aviat es va retractar de la seva signatura). El partit estava en crisi: la secessió va ser molt controvertida entre els sirians en general i més impopular entre els nacionalistes radicals que formaven el Ba'as. Una gran part dels membres de l'esquerra crearen com a protesta la Vanguardia Socialista Unificada, que va obtenir un suport considerable. El lideratge al voltant d'Aflaq va ser fortament contestat per la seva tèbia oposició a la separació. Al-Hawrani, ara un adversari decidit de la reunificació, deixà el Ba'at i tornar a refundar el Partit Àrab Socialista.
En el Cinquè Congrés Nacional celebrat a Homs el 1962 es produí una pugna entre les dues faccions enfrontades del partit: la socialista radical, encapçalada per Akram al-Hawrānī, que fou exclòs del Congrés, i la nacionalista, dirigida per Michel Aflak. S'assolí un compromís amb els elements pronasseristes i el Moviment Nacionalista Àrab de caa a una unitat d'acció. Però, mentrestant, el comitè militar secret preparava un cop d'estat per a començaments de 1963.

### 1963: Presa del poder a Síria i Iraq
El febrer de 1963 els baasistes iraquians organitzaren un violent cop d'estat contra el president Abd al-Karim Qasim, que tenia el suport dels comunistes, i aconseguiren el poder. Aprofitant l'avinentesa, el 8 de març el comitè militar del partit a Síria va convèncer els elements nasseristes i alguns independents a fer causa comuna per a donar un cop d'estat militar. Un Consell del Comandament Revolucionari Nacional va prendre el control i s'assignarà per a si el poder legislatiu, alhora que designa Salah al-Din al-Bitar com a cap d'un govern de "front nacional". El Ba'at participà en aquest govern juntament amb el Moviment Nacionalista Àrab, el Front Unit Àrab i el Moviment d'Unitat Socialista.
Els baasistes iraquians instal·laren al poder Abdul Salam Arif, qui a poc a poc se'n va distanciar. Alhora, en el Sisè Congrés Nacional de 1963 s'hi imposà la facció més esquerrana que intentà imposar una línia d'esquerra dura, que demana la planificació econòmica i el control dels mitjans de producció. Això provocaria el distanciament d'Aflaq, qui restarà en una posició decorativa en la direcció del partit. A finals de novembre de 1963 Aref, amb suport d'elements militars, va fer fora del seu govern als ministres del Partit Baasista. Simultàniament, el govern sirià eliminà els nasseristes del govern. A poc a poc, les dues branques del partit s'anaren distanciant.

### El cop d'estat de 1966: separació definitiva de les branques siriana i iraquiana
El 23 de febrer de 1966 la facció baasista dretana radical dirigida pel cap d'estat major, Salah Jadid, va dur a terme un sagnant cop d'estat i va enderrocar el Govern de Síria. Gamal Abdel Nasser va enviar un telegrama avisant, ja tard, al secretari del consell presidencials, Nasim Al Safarjalani. El cop d'estat sorgí de la rivalitat entre dues faccions rivals, la regionalista (qutri) de Jadid, que volia promoure la Gran Síria, i la nacionalista panàrab (qawmi), que es trobava al poder. Molts líders baasistes foren condemnats a mort en contumàcia per un tribunal militar dirigit pel futur ministre de defensa Mustafa Tlass i el futur vicepresident Abdul Halim Khaddam com a fiscal. La majoria aconseguiren escapar cap a Beirut.
L'ala extremista de Salah Jadid va prendre el poder en la línia més radical del partit. Si bé no tenia partidaris entre la línia d'extrema esquerra que es va imposar en el Sisè Congrés del Partit, molts es desplaçaren ideològicament i s'adaptaren a la nova situació, purgant del partit als seus fundadors, Aflaq i al-Bitar.
El Ba'as sirià i el Ba'as iraquià ja eren de fet dos partits separats, cadascun amb el seu propi comandament nacional per tal d'expandir el seu ideari entre el món àrab. Tanmateix, a Síria el Comandament Regional era el centre real del poder al partit, i els membres del Comandament Nacional hi tenien una posició honorària, sovint destí dels membres que deixaven la direcció efectiva.

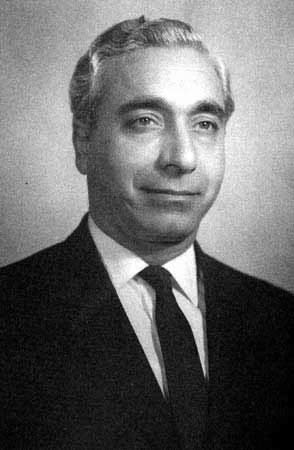
Amin al-Hafiz
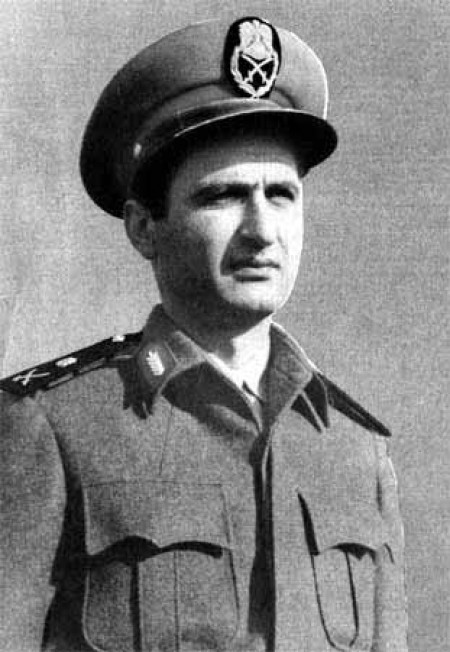
Salah Jadid
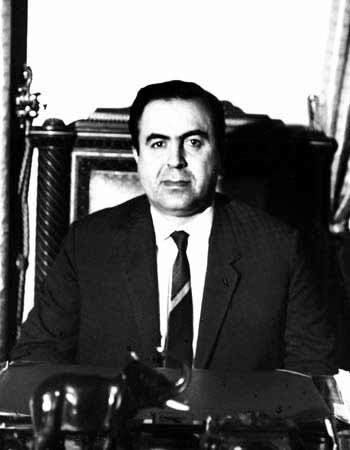
Nureddin al-Atassi
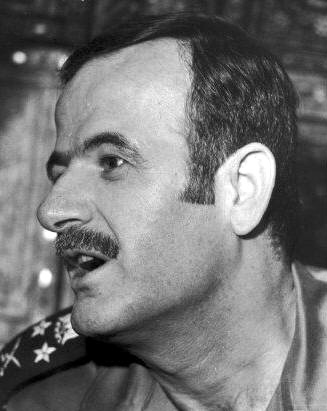
Hafez al-Àssad

Tot i la situació, el Ba'as sirià era dividit en dues faccions: la "progressista", encapçalada pel president i secretari Regional Nureddin al-Atassi, que donava prioritat a la influència marxista però estava estretament vinculat a les forces de seguretat de vicesecretari Salah Jadid, home fort del país des de 1966. Aquesta facció es va preocupar de dur a terme la "transformació socialista" a Síria, i ordenà la nacionalització a gran escala dels actius econòmics i una reforma agrària. També tenia un enfocament radical en política exterior, i va condemnar als règims àrabs reaccionaris mentre predicava la "guerra popular" contra Israel, la qual cosa provocà l'aïllament virtual de Síria, fins i tot dins el món àrab.
L'altra facció, que va arribar a controlar les forces armades, era encapçalada pel ministre de Defensa, Hafez al-Assad. Va adoptar una línia política més pragmàtica, considerant la reconciliació amb els estats àrabs conservadors, especialment Egipte i Aràbia Saudita, com a essencial per a la posició estratègica de Síria, independentment del seu color polític. També va fer una crida per a revertir algunes de les mesures econòmiques socialistes i a permetre un paper limitat als partits polítics no baasistes en l'estat i la societat.
Ambdues faccions es mantenien al poder en una mena de coalició precària, sobretot després de la derrota a la Guerra dels Sis Dies amb Israel (1967). Les tensions augmentaren i la facció d'Assad reforçà el seu control sobre els militars. Des de finals de 1968 començà a desmantellar les xarxes de suport a Salah Jadid. Finalment, el novembre de 1970 Hafez al-Àssad va donar un cop d'estat i empresonà Jadid i al-Atassi. va dur a terme un ràpid projecte de creació d'institucions, va reobrir el parlament i adoptà una constitució definitiva per al país.
El Partit Ba'as va esdevenir una xarxa de clientelisme estretament entrellaçada amb la burocràcia, i aviat era pràcticament indistingible de la de l'estat, mentre que el nombre de membres del partit es va incrementar en més d'un milió. Però alhora el partit va perdre la seva independència de l'Estat, i va esdevenir una eina del règim d'Assad, que la base del qual eren les forces de seguretat. Altres partits socialistes que van acceptar l'orientació bàsica del règim se'ls va permetre actuar, i el 1972 es va crear el Front Nacional Progressista com a coalició d'aquests partits legals, però, on només podien actuar com a socis menors del Ba'ath, amb molt poc espai per a l'organització independent.
Hafez al-Assad, un dels líders que ha governat més temps en un estat àrab, es va mantenir com a president de Síria fins a la seva mort el 2000, i fou succeït pel seu fill, Baixar al-Àssad, com a president i com a secretari Regional i Nacional del partit. Des d'aleshores, el partit ha experimentat un cert relleu generacional, així com una reorientació ideològica discreta amb disminució de l'èmfasi en la planificació socialista de l'economia, però no s'han produït canvis significatius en la seva relació amb l'estat i el poder.

### Dissolució
Baixar al-Àssad va abandonar Síria el 8 de desembre de 2024 amb la seva família en direcció a Moscou en ser derrotat en la Guerra Civil siriana quan els rebels estaven a punt de prendre Damasc. i el partit fou dissolt el 29 de gener de 2024.

### El Partit Ba'as a Iraq
A l'Iraq, el partit Ba'ath era format per civils i no tenia un fort suport entre els militars. El partit va tenir poc impacte social i es va dividir en diverses faccions, després de 1958 i novament el 1966. Un informe intern donava per fet que eren conscients que no tenien un fort suport popular, però que creien que si reforçaven l'aparell del partit podien aconseguir el poder.
Els baasistes van arribar al poder en el cop d'estat de febrer de 1963, quan Abd al-Salam Arif va esdevenir president. Però el partit va quedar desacreditat per la interferència de la direcció històrica al voltant d'Aflaq i les disputes entre els moderats i els extremistes, que van culminar en un intent de cop d'estat el novembre de 1963. Això ho van aprofitar per a expulsar del govern els membres desafectes del partit el novembre de 1963. Els oficials militars baasistes moderats inicialment tenien alguna influència, però foren apartats gradualment durant els mesos següents.
El juliol de 1968, un sagnant cop d'estat encapçalat pel general Ahmad Hassan al-Bakr, Saddam Hussein i Salah Omar Al-Ali instal·là novament el Partit Baas en el poder. Però continuaren les lluites internes al partit i el govern va fer purga periòdicament dels membres dissidents. Saddam Hussein esdevingué l'home fort del partit i va utilitzar la seva creixent influència per desplaçar al-Bakr el 1979 i va governar l'Iraq fins al 2003.
Encara que gairebé cap dels dirigents baasistes no tenia antecedents militars, Hussein va canviar radicalment el partit i va esdevenir una força militaritzada, de tal manera que els seus membres més prominents apareixien amb freqüència amb uniforme militar.